# Vaga estudiantil quebequesa del 2012
La vaga estudiantil quebequesa del 2012, també anomenada Primavera quebequesa, o Primavera erable (erable fa referència al símbol canadenc i, a més, fa un joc fonètic entre erable i àrab, per referència a la Primavera àrab) designa el conjunt del moviment social que van iniciar les associacions d'estudiants del Quebec. El moviment va estar marcat principalment per una vaga estudiantil general i il·limitada en certs centres d'ensenyament superior quebequesos durant 6 mesos seguits, del 13 de febrer de 2012 al 7 de setembre de 2012.
Aquesta vaga estudiantil, la més llarga de la història del Quebec, es va desencadenar com a resposta a l'augment de les taxes universitàries previst en el pressupost provincial 2012-2013 del govern del Partit liberal (PLQ) de Jean Charest de 2012 a 2017. Un augment d'aproximadament el 75% en cinc anys que comportaria passar de pagar 2.168 $ CAN a pagar-ne 3.793 $ CAN. L'elecció del govern del Partit quebequès (PQ) de Pauline Marois el 4 de setembre de 2012 i l'anul·lació per decret de l'augment dels costos d'escolaritat de l'ensenyament superior per part del seu govern entrant, va fer, segons la FECQ i la FEUQ (dues de les federacions d'associacions d'estudiants actives en la vaga), que el conflicte acabés.
Durant el conflicte, les quatre principals federacions d'associacions d'estudiants del Quebec (la CLASSE, la FECQ, la FEUQ i la TaCEQ) van coordinar les accions dels vaguistes. Els principals mitjans de pressió utilitzats van ser les manifestacions puntuals, piquets al voltant dels centres d'ensenyament en vaga, així com les grans manifestacions del 22 de març, 22 de maig i 22 de juliol a Mont-real, i la del 22 de juny a Mont-real i a Quebec. A totes aquestes accions també s'hi han d'afegir les nombroses manifestacions de suport popular, com per exemple les marxes i cassolades que es feien a les 8 del vespre. Alguna d'aquestes manifestacions de suport popular, no només van ser al Quebec sinó també a les ciutats de París, Nova York, Londres, Toronto i Vancouver.
Com a reacció a tots els mitjans de pressió dels estudiants, l'Assemblea Nacional del Quebec va adoptar el projecte de llei 78 (després Llei 12) el 18 de maig de 2012. Aquesta llei, duta a terme i votada pel govern liberal majoritari i la segona força opositora, la CAQ, impedia fer piquets de vaga en un radi de 50 metres al voltant de les entrades dels centres educatius i exigia que les manifestacions de més de 50 participants anunciessin el seu itinerari a les forces policials vuit hores abans. Les disposicions de la llei 12 que limitaven estretament les manifestacions van ser denunciades per le Barreau du Québec, Amnistia Internacional i el Consell de Drets Humans de les Nacions Unides i van ser revocades per decret pel nou govern minoritari del Partit Quebequès el 20 de setembre de 2012.